# Olaf Sveistrup
Olaf Sveistrup (* 6. Juli 1932 in Hamburg) ist ein deutscher Schauspieler bei Bühne und Fernsehen.

## Leben und Wirken
In der zweiten Hälfte der 1950er Jahre spielte Olaf Sveistrup an mehreren kleinen Bühnen der Hansestadt (wie dem „theater 53“) und war auch als Hörspiel-Sprecher tätig. Ab 1959 wurde das Fernsehen sein Schwerpunkt. Bis 1981 sah man ihn in kleinen und mittelgroßen Rollen sowohl in Einzelproduktionen als auch in Serien-Folgen, die zumeist in Hamburg oder andernorts in Norddeutschland entstanden.
Ab 1979 entwickelte er zusammen mit Peter „Piiit“ Krisp Storyboards für die Lurchi-Hefte des Schuhherstellers Salamander.

## Filmografie
- 1959: Das letzte Aufgebot
- 1960: Der Traum des Mr. Borton
- 1961: Am Abend ins Odeon (Fernsehserie, 5 Folgen)
- 1962: Heute kündigt mir mein Mann
- 1963: Hafenpolizei (Fernsehserie, Folge Der chinesische Koch)
- 1964: Das Kriminalgericht (Fernsehserie, Doppelfolge Der Fall Nebe)
- 1966: Der Verrat von Ottawa
- 1967: Im Flamingo-Club (Fernsehserie, Folge vom 22. Juli 1967)
- 1968: Hafenkrankenhaus (Fernsehserie, Folge Sonny und die Kavaliere)
- 1968: Das Ferienschiff (Fernsehserie)
- 1969: Das Wunder von Lengede
- 1969: Kim Philby war der dritte Mann
- 1969: Schrott
- 1969: Percy Stuart (Fernsehserie, Folge Alles auf Sieg)
- 1969: Altersgenossen
- 1970: Coralba (Fernsehminiserie, 2 Folgen)
- 1970: Ida Rogalski (Fernsehserie, Folge Der Umzug)
- 1970: Gedenktag
- 1971: Ein Vogel bin ich nicht
- 1971: Kein Geldschrank geht von selber auf
- 1971: Annemarie Lesser
- 1972: Das Kurheim (Fernsehserie, Folge Die Bewerbung)
- 1973: Black Coffee
- 1971, 1974: Hamburg Transit (Fernsehserie, Folgen Der Tod im Koffer und Hochsaison)
- 1976: PS (Fernseh-Mehrteiler, Folge Die Schuldfrage)
- 1979: St. Pauli-Landungsbrücken (Fernsehserie, Folge Rio)
- 1979–1981: Kümo Henriette (Fernsehserie, drei Folgen)